# Banco Obrero Fútbol Club
Banco Obrero Fútbol Club fue un club de fútbol profesional venezolano. El club ganó su único título de Primera División Venezolana en 1956 durante la Era Amateur. Tuvo como sede la ciudad de Caracas.

## Historia
El Banco Obrero FC formó parte de los equipos que participaron en la Primera División Venezolana 1957, primer campeonato profesional del país, alcanzando el tercer lugar. 
Destacó además, por ser el primer club venezolano en tener el nombre de una empresa.
En la temporada de 1958, junto a la Universidad Central, Catalonia Fútbol Club y Deportivo Vasco, no se hizo presente en esa temporada. Sucesivamente fue disuelto por problemas de presupuesto, como el "Banco Agrícola y Pecuario FC" y el "Banco Frances e Italiano FC" (los otros dos equipos de "Banco" en el fútbol venezolano de Primera División).

## Palmarés
- Primera División Venezolana: 1

Campeón (1): 1956